# Loin de Manhattan
Loin de Manhattan est un film français réalisé par Jean-Claude Biette, sorti en 1982.

## Synopsis
Christian, critique d'art, doit rédiger une étude sur le peintre René Dimanche et comprendre notamment pourquoi ce dernier n'a rien produit pendant huit ans. Il demande à son amie Ingrid de l'aider à percer ce mystère.

## Fiche technique
- Titre : Loin de Manhattan
- Réalisateur : Jean-Claude Biette
- Scénario et dialogues : Jean-Claude Biette
- Photographie : Mário Barroso
- Musique : Joseph Haydn et Wolfgang Amadeus Mozart
- Son : Jean-Paul Mugel
- Décors : Bénédict Beaugé, Jean-Claude Biette et Jean-Claude Guiguet
- Costumes : Bénédict Beaugé, Jean-Claude Biette, Jean-Claude Guiguet et Dominique Willar
- Montage : Marie-Catherine Miqueau
- Producteur : Paulo Branco
- Sociétés de production : Diagonale Diffusion - Hors-Champ
- Pays :  France
- Genre : Comédie dramatique
- Durée : 80 min
- Date de sortie : France - 27 janvier 1982

## Distribution
- Jean-Christophe Bouvet : Christian
- Sonia Saviange : Ingrid
- Howard Vernon : René Dimanche
- Laura Betti : Mme Hanska
- Jean-Frédéric Ducasse :Guy Zigfam
- Françoise Roche : Fanette Manzik
- Paulette Bouvet : la mère de Christian
- Michel Delahaye : le colonel Saint-Rouve
- Piotr Stanislas : le comédien
- Caroline Champetier
- Emmanuel Lemoine
- Noël Simsolo